# Ridgway (Colorado)
Pour les articles homonymes, voir Ridgway.
La ville américaine de Ridgway est située dans le comté d'Ouray, dans l’État du Colorado.
Lors du recensement de 2010, sa population s’élevait à 924 habitants. La municipalité s'étend sur 2,33 milles carrés (6,03 km2).
D'abord appelée Dallas, la ville est renommée en l'honneur de R. M. Ridgway, membre de la Denver and Rio Grande Railroad.

## Démographie
| 1900 | 1910 | 1920 | 1930 | 1940 | 1950 |
| ---- | ---- | ---- | ---- | ---- | ---- |
| 245  | 376  | 400  | 239  | 354  | 209  |

| 1960 | 1970 | 1980 | 1990 | 2000 | 2010 |
| ---- | ---- | ---- | ---- | ---- | ---- |
| 254  | 262  | 369  | 423  | 713  | 924  |